# 자치통감 권129～132
자치통감 권129～132(資治通鑑 卷一百二十九～一百三十二)는 대한민국 대구광역시 동구 성불사에 있는 1436년(세종 18)에 간행한 『자치통감(資治通鑑)』의 판본 가운데 권129～132에 해당하는 책이다. 2018년 10월 4일 보물 지정 예고를 거쳐, 2018년 10월 4일 대한민국의 보물 제1281-6호로 지정되었다.

## 지정 사유
'자치통감 권129～132'는 1436년(세종 18)에 간행한『자치통감(資治通鑑)』의 판본 가운데 권129～132에 해당하는 책이다. 세종은 1434년(세종 16)년 주자소(鑄字所)로 하여금 이 책의 간행을 명했으며, 그로부터 2년 후인 1436년(세종 18년) 총294권 100책의 방대한 분량을 초주갑인자(初鑄甲寅字)로 편찬하는 작업을 완료하였다. 『자치통감』은 중국 북송대 정치가이자 역사가인 사마광(司馬光, 1019～1086)이 저술한 편년체 역사서로, 국정운영에 참고하기 위한 목적으로 조선 역대 임금들이 많이 열람했던 책이다. 그러나 초주갑인자로 인출한 판본은 아직까지 전체 권수가 실물로 확인되지 않고 있다. '자치통감 권129～132'는 인출(印出) 발문이 없으나, 각 권의 제1장 제4행에 경복궁 사정전(思政殿)에서 편집했음을 뜻하는 '사정전훈의(思政殿訓義)'라는 문구가 표기되어 있으며, 1436년 8월 간행된 자치통감 권266(보물 제1281호) 등과 서지 형태, 활자 서체 등이 유사하여 1436년 주자소에서 간행한 판본임을 알 수 있다. 특히, 이 책에 속한 권129 및 권130은 처음 확인된 내용이라는 점에서 1463년 간행 『자치통감』의 전체 현황을 파악하는 데 중요한 단서를 제공해 준다.

## 참고 문헌
- 자치통감 권129～132 - 국가유산청 국가유산포털